# Nadia Petrova
Pour les articles homonymes, voir Petrov.
Nadia Petrova (Наде́жда Петро́ва, Nadejda Petrova), née à Moscou le 8 juin 1982, est une joueuse de tennis russe, professionnelle de 1999 à 2014. Elle réside à Moscou. Elle est la fille de l'athlète Nadezhda Ilyina et du lanceur de marteau Victor Petrov.

## Carrière tennistique
En 1998, deux jours avant son seizième anniversaire, elle remporte le tournoi juniors de Roland Garros avant de passer professionnelle.
En 2003, elle est la dernière joueuse à battre Monica Seles en Grand Chelem, à Roland-Garros, dès le premier tour. Elle atteint d’ailleurs les demi-finales du tournoi parisien, s’inclinant contre la numéro 2 mondiale, Kim Clijsters, 7-5, 6-1, non sans avoir obtenu une balle de première manche à 5-4. Lors de ce brillant parcours, elle bat en huitième de finale Jennifer Capriati numéro 7 mondiale et vainqueur du tournoi en 2001 sur le score de 6-3, 4-6, 6-3. Au cours de cette année, Nadia Petrova dispute trois demi-finales à Bois-le-Duc, Zurich et Philadelphie, ainsi que deux quarts de finale à San Diego et Leipzig. En octobre, elle atteint sa toute première finale sur le circuit lors du tournoi de Linz, battue par la Japonaise Ai Sugiyama 7-5, 6-4. Toutes ces performances lui permettent de terminer l’année 2003 au 12e rang mondial alors qu’elle avait commencé la saison en tant que 112e.
En 2004, Nadia Petrova commence sa saison par une finale à Gold Coast, encore une fois battue par la Japonaise Ai Sugiyama 1-6, 6-1, 6-4. Sur l’ensemble de la saison, elle ne dispute pas moins de 5 demi-finales à Miami, Amelia Island, Bali, Linz, Philadelphie et quatre quarts de finale à Charleston, Los Angeles, Pékin, Zurich. De plus, elle atteint son premier quart de finale à l’US Open en se défaisant de la numéro un mondiale et tenante du titre Justine Henin-Hardenne 6-3, 6-2. Elle est battue ensuite par sa compatriote et future vainqueur du tournoi Svetlana Kuznetsova sur le score de 7-6, 6-3. Elle conclut sa saison en tant que 14e mondiale.
En 2005, Nadia Petrova fait montre d’une très grande régularité en Grand Chelem. Huitième de finaliste à l’Open d’Australie, elle est battue par la future vainqueur de l’épreuve Serena Williams 6-1, 3-6, 6-3. Elle atteint sa deuxième demi-finale à Roland-Garros face à la future vainqueur du tournoi Justine Henin-Hardenne, s’inclinant 6-2, 6-3. Elle joue pour la première fois les quarts de finale de Wimbledon, vaincue 7-6, 6-3 par Maria Sharapova la tenante du titre. En huitième de finale, Nadia Petrova doit néanmoins sauver plusieurs balles de match face à la Tchèque Květa Peschke, dans un match conclu 6-7, 7-6, 6-2. Elle dispute pour la deuxième fois consécutive les quarts de finale de l’US Open, s’inclinant cette fois face à Sharapova 7-5, 4-6, 6-4. Cette régularité s’exprime également dans les autres tournois, où elle est à 3 reprises demi-finaliste (Open Gaz de France, Amelia Island, Philadelphie) et 8 fois quart de finaliste (Gold Coast, Sydney, Charleston, Bois-le-Duc, Los Angeles, Toronto, Luxembourg et Filderstadt). Le 30 octobre, Nadia Petrova (tête de série no 3) remporte la finale du tournoi de tennis de Linz en battant la tête de série no 4, la Suissesse Patty Schnyder, par 4-6, 6-3, 6-1. C'est la première victoire en simple dans un tournoi WTA pour Petrova, qui avait également joué, et perdu, deux autres finales en 2005 à Berlin (défaite 6-3, 4-6, 6-4 contre Henin-Hardenne) et Bangkok (6-1, 6-7, 7-5 contre Nicole Vaidišová). Ces performances lui permettent de se qualifier pour le Masters de fin d’année, qui réunit les 8 meilleures joueuses de la saison. Elle y gagne un match contre Maria Sharapova. Elle est alors numéro 10 mondiale.

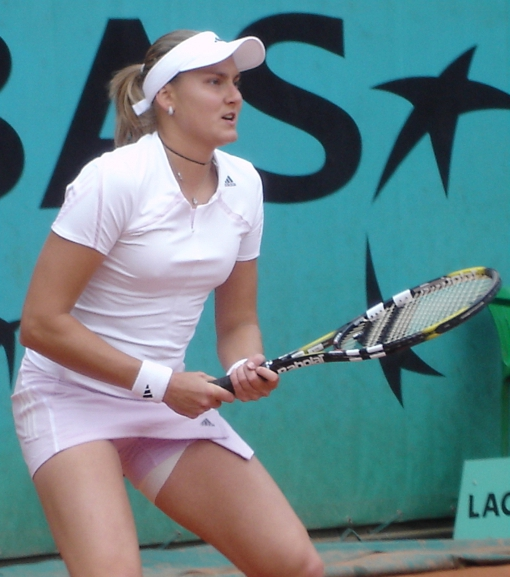
Petrova lors de Roland-Garros en 2006

En 2006, après une demi-finale au tournoi d’Auckland et un quart à Sydney, Nadia Petrova atteint pour la première fois les quarts de finale de l’Open d'Australie. Face à Maria Sharapova, dans un match où la tension entre les deux joueuses est palpable, Nadia Petrova s’incline 7-6, 6-4. Elle a servi pour le gain du set à 5-4 et aura eu 2 balles de set à 6-4 lors du tie-break du premier set puis trois balles de break consécutives à 0-40 sur le service de Sharapova, alors que celle-ci sert pour le gain du match. Par la suite, Nadia Petrova joue un quart de finale à Paris, une demi-finale à Anvers et perd d’entrée à Dubaï. Le 4 mars, elle remporte le tournoi de Doha grâce à une victoire sur Amélie Mauresmo en finale. Face à la Française en forme et après 1 h 45 de jeu, la Russe s'impose 6-3, 7-5. Amélie Mauresmo prendra sa revanche en quart de finale de Miami, où elle bat Petrova 6-3, 6-1. Le 9 avril, Nadia Petrova s'impose en deux sets face à Francesca Schiavone (numéro 13 mondiale) sur un double 6-4 en finale d'Amelia Island. La semaine suivante, elle gagne son troisième titre de la saison face à Patty Schnyder 6-3, 4-6, 6-1 en finale de Charleston. Le 14 mai, Nadia remporte son quatrième tournoi de la saison sur la terre battue de Berlin, en créant la sensation devant la triple vainqueur du tournoi berlinois Justine Henin-Hardenne. Après 2 h 48 minutes de jeu face à la Belge, la victoire de la Russe sur terre battue est un exploit. Déjà lors du premier tour de Fed Cup, sur la terre battue de Liège, Nadia Petrova fut très proche de la victoire face à la Belge, s’inclinant 6-7, 6-4, 6-3. La Russe compte désormais 33 victoires, soit plus qu'aucune joueuse du circuit en 2006. Avec ce succès, au classement WTA du 15 mai 2006, elle grimpe au troisième rang mondial et fait figure de favorite avec Justine Henin-Hardenne pour remporter les Internationaux de France. Mais à la veille de Roland Garros, elle se blesse à la cuisse et ne peut défendre ses chances normalement et elle s’incline dès le premier tour du tournoi parisien. Cette blessure va la contraindre à déclarer forfait pour Wimbledon et on ne la reverra pas sur les courts avant le mois d’août. Nadia Petrova a ensuite beaucoup de mal à revenir, elle s’incline d’entrée dans les tournois de Los Angeles, San Diego, Montréal et New Haven. Elle commence à refaire surface lors de l’US Open, où elle est battue en trois manches par Tatiana Golovin au troisième tour. Elle enchaîne par un quart de finale à Pékin avant une nouvelle défaite d’entrée au tournoi de Luxembourg (6-4, 6-4 contre Nathalie Dechy). C’est en octobre lors du tournoi de Stuttgart que Nadia Petrova retrouve toute l’étendue de son jeu. En effet, la Russe remporte le tournoi face à Tatiana Golovin 6-3, 7-6, contre qui elle n’avait jamais enregistré la moindre victoire. En demi-finale, elle dispose de la 4e joueuse mondiale Svetlana Kuznetsova. Nadia Petrova enchaîne avec deux finales consécutives à Moscou (défaite 6-4, 6-4 face à Anna Chakvetadze) et Linz (battue 7-5, 6-2 par Sharapova) et pointe au 5e rang mondial. Qualifiée pour le Masters, elle y gagne un match contre Amélie Mauresmo.
En 2007, elle remporte l’Open Gaz de France contre Lucie Šafářová (4-6, 6-1, 6-4) et dispute deux autres finales à Amelia Island et Los Angeles. Elle n’atteint qu’une seule autre demi-finale de toute la saison à Eastbourne mais tout de même 6 quarts de finale (Anvers, Miami, Berlin, San Diego, Toronto et Stuttgart). En Grand Chelem, elle ne peut faire mieux qu’un huitième de finale à Wimbledon (battue 6-1, 2-6, 6-4 par Ana Ivanović), un premier tour à Roland Garros et un 3e tour à l’US Open. Toutefois, lors de l’Open d’Australie, Nadia Petrova parvient à mener 6-1, 5-3 face à Serena Williams avant de perdre 1-6, 7-5, 6-3, l’Américaine gagnant le titre une semaine plus tard. La Russe est numéro 9 mondiale à l’issue de cette saison 2007.

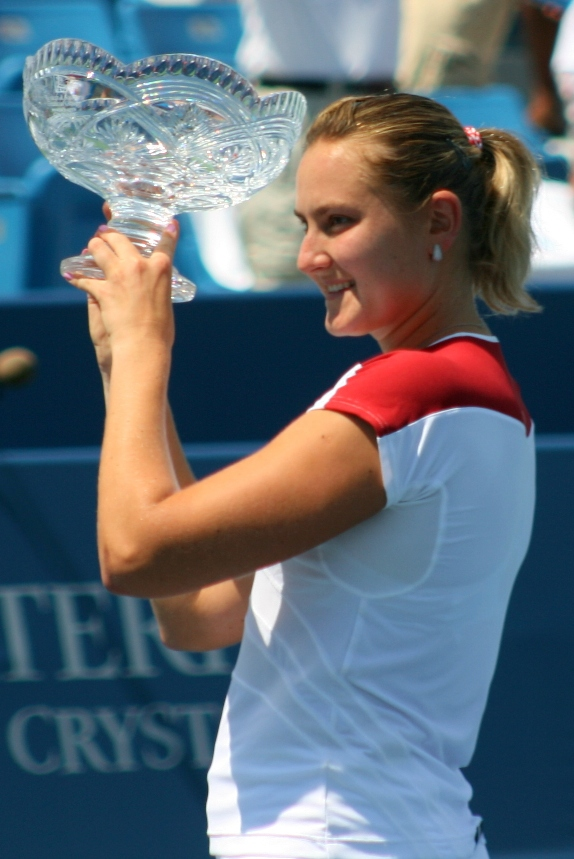
Nadia Petrova après sa victoire au tournoi de Cincinnati en 2008

En 2008, Nadia Petrova subit une grave crise de confiance. De janvier à mai, elle ne gagne que 4 matchs et s’incline d’entrée dans sept tournois, retombant à la 28e place. Symbole de cette crise, son huitième de finale de l’Open d’Australie perdu face à la Polonaise Agnieszka Radwańska (alors 28e mondiale) 1-6, 7-5, 6-0 alors qu’elle menait 6-1, 3-0. Nadia Petrova refait alors surface tout à la fin du mois de mai avec un quart de finale à Istanbul puis un troisième tour à Roland-Garros. C’est ensuite sur le gazon d’Eastbourne que Nadia Petrova atteint sa première finale de la saison, s’inclinant 6-4, 6-7, 6-4 face à Agnieszka Radwanska. La Russe confirme par un quart de finale au tournoi de Wimbledon face à sa compatriote Elena Dementieva. Dans cette partie, alors qu’elle est menée 6-1 5-1, Nadia Petrova effectue une folle remontée, sauvant plusieurs balles de matchs pour remporter le deuxième set 8 points à 6 au tie-break. Elle s’incline finalement en trois manches : 6-1, 6-7, 6-3 et remonte à la 17e place. Malgré une défaite d’entrée à Stanford, de nouveau en forme et en confiance, Nadia Petrova atteint les quarts de finale du tournoi de Los Angeles puis les huitièmes de finale de Toronto. Non sélectionnée pour les Jeux olympiques de Pékin, elle remporte son premier titre de la saison à Cincinnati en étrillant la Française Nathalie Dechy 6-2, 6-1 en finale. Après un troisième tour à l’US Open, Nadia Petrova continue sur sa lancée : demi-finale à Bali et Tokyo, finale à Stuttgart, quart de finale à Moscou. Puis elle perd d’entrée à Zurich avant un nouveau quart de finale à Linz. Le 2 novembre, elle s’adjuge un second titre cette saison au tournoi de Québec, remportant la finale 4-6, 6-4, 6-1 contre l’Américaine Bethanie Mattek. Ces excellentes performances se traduisent par une remontée jusqu'à la 11e place qui lui permet d’être remplaçante au Masters. À la suite du forfait de Serena Williams, Nadia Petrova y joue un match, perdu 6-4, 4-6, 6-4 contre Dementieva.
2009 commence par une défaite d’entrée au tournoi de Sydney face à Alizé Cornet 6-2, 6-4. Elle réalise toutefois un convaincant Open d’Australie, s’inclinant en huitième de finale contre la numéro 7 mondiale Vera Zvonareva 7-5, 6-4. Nadia Petrova est ensuite éliminée au deuxième tour de Miami avant d’atteindre les demi-finales du tournoi sur terre battue de Ponte Vedra Beach. Par la suite, elle perd en huitième de finale des tournois de Charleston, Stuttgart, Rome et Madrid face à des spécialistes de la terre battue telles Patty Schnyder ou encore Flavia Pennetta. Tête de série numéro 11 à Roland-Garros, elle y affronte Laura Embree au premier tour.

## Palmarès

### Titres en simple dames
| No | Date       | Nom et lieu du tournoi                     | Catégorie | Dotation    | Surface         | Finaliste              | Score         |          |
| -- | ---------- | ------------------------------------------ | --------- | ----------- | --------------- | ---------------------- | ------------- | -------- |
| 1  | 24-10-2005 | Generali Ladies, Linz                      | Tier II   | 585 000 $   | Dur (int.)      | Patty Schnyder         | 4-6, 6-3, 6-1 | Parcours |
| 2  | 27-02-2006 | Qatar Total Open, Doha                     | Tier II   | 600 000 $   | Dur (ext.)      | Amélie Mauresmo        | 6-3, 7-5      | Parcours |
| 3  | 03-04-2006 | Bausch & Lomb Championships, Amelia Island | Tier II   | 600 000 $   | Terre (ext.)    | Francesca Schiavone    | 6-4, 6-4      | Parcours |
| 4  | 10-04-2006 | Family Circle Cup, Charleston              | Tier I    | 1 340 000 $ | Terre (ext.)    | Patty Schnyder         | 6-3, 4-6, 6-1 | Parcours |
| 5  | 08-05-2006 | German Open, Berlin                        | Tier I    | 1 340 000 $ | Terre (ext.)    | Justine Henin Hardenne | 4-6, 6-4, 7-5 | Parcours |
| 6  | 02-10-2006 | Porsche Tennis Grand Prix, Stuttgart       | Tier II   | 650 000 $   | Dur (int.)      | Tatiana Golovin        | 6-3, 7-64     | Parcours |
| 7  | 05-02-2007 | Open Gaz de France, Paris                  | Tier II   | 600 000 $   | Moquette (int.) | Lucie Šafářová         | 4-6, 6-1, 6-4 | Parcours |
| 8  | 11-08-2008 | Western & Southern Open, Cincinnati        | Tier III  | 175 000 $   | Dur (ext.)      | Nathalie Dechy         | 6-2, 6-1      | Parcours |
| 9  | 27-10-2008 | Challenge Bell, Québec                     | Tier III  | 175 000 $   | Moquette (int.) | Bethanie Mattek        | 4-6, 6-4, 6-1 | Parcours |
| 10 | 25-07-2011 | Citi Open, College Park                    | Intern'l  | 220 000 $   | Dur (ext.)      | Shahar Peer            | 7-5, 6-2      | Parcours |
| 11 | 18-06-2012 | Unicef Open, Bois-le-Duc                   | Intern'l  | 220 000 $   | Gazon (ext.)    | Urszula Radwańska      | 6-4, 6-3      | Parcours |
| 12 | 23-09-2012 | Pan Pacific Open, Tokyo                    | Premier 5 | 2 168 400 $ | Dur (ext.)      | Agnieszka Radwańska    | 6-0, 1-6, 6-3 | Parcours |
| 13 | 30-10-2012 | Tournament of Champions, Sofia             | Intern'l  | 750 000 $   | Dur (int.)      | Caroline Wozniacki     | 6-2, 6-1      | Parcours |

### Finales en simple dames
| No | Date       | Nom et lieu du tournoi                     | Catégorie | Dotation    | Surface         | Vainqueure             | Score           |          |
| -- | ---------- | ------------------------------------------ | --------- | ----------- | --------------- | ---------------------- | --------------- | -------- |
| 1  | 20-10-2003 | Generali Ladies, Linz                      | Tier II   | 585 000 $   | Dur (int.)      | Ai Sugiyama            | 7-5, 6-4        | Parcours |
| 2  | 05-01-2004 | Uncle Tobys Hard Court, Gold Coast         | Tier III  | 170 000 $   | Dur (ext.)      | Ai Sugiyama            | 1-6, 6-1, 6-4   | Parcours |
| 3  | 02-05-2005 | German Open, Berlin                        | Tier I    | 1 300 000 $ | Terre (ext.)    | Justine Henin Hardenne | 6-3, 4-6, 6-3   | Parcours |
| 4  | 10-10-2005 | Thailand Open, Bangkok                     | Tier III  | 200 000 $   | Dur (ext.)      | Nicole Vaidišová       | 6-1, 6-75, 7-5  | Parcours |
| 5  | 09-10-2006 | Kremlin Cup, Moscou                        | Tier I    | 1 340 000 $ | Moquette (int.) | Anna Chakvetadze       | 6-4, 6-4        | Parcours |
| 6  | 24-10-2006 | Generali Ladies, Linz                      | Tier II   | 600 000 $   | Dur (int.)      | Maria Sharapova        | 7-5, 6-2        | Parcours |
| 7  | 02-04-2007 | Bausch & Lomb Championships, Amelia Island | Tier II   | 600 000 $   | Terre (ext.)    | Tatiana Golovin        | 6-2, 6-1        | Parcours |
| 8  | 06-08-2007 | East West Bank Classic, Los Angeles        | Tier II   | 600 000 $   | Dur (ext.)      | Ana Ivanović           | 7-5, 6-4        | Parcours |
| 9  | 16-06-2008 | International Women's Open, Eastbourne     | Tier II   | 600 000 $   | Gazon (ext.)    | Agnieszka Radwańska    | 6-4, 6-711, 6-4 | Parcours |
| 10 | 29-09-2008 | Porsche Tennis Grand Prix, Stuttgart       | Tier II   | 650 000 $   | Dur (int.)      | Jelena Janković        | 6-4, 6-3        | Parcours |
| 11 | 23-08-2010 | Pilot Pen Tennis at Yale, New Haven        | Premier   | 600 000 $   | Dur (ext.)      | Caroline Wozniacki     | 6-3, 3-6, 6-3   | Parcours |

### Titres en double dames
| No | Date       | Nom et lieu du tournoi                    | Catégorie | Dotation    | Surface         | Partenaire            | Finalistes                               | Score             |          |
| -- | ---------- | ----------------------------------------- | --------- | ----------- | --------------- | --------------------- | ---------------------------------------- | ----------------- | -------- |
| 1  | 18-06-2001 | Heineken Trophy Bois-le-Duc               | Tier III  | 170 000 $   | Gazon (ext.)    | Ruxandra Dragomir     | Kim Clijsters Miriam Oremans             | 7-65, 6-75, 6-4   | Parcours |
| 2  | 22-10-2001 | Generali Ladies Linz                      | Tier II   | 565 000 $   | Moquette (int.) | Jelena Dokić          | Els Callens Chanda Rubin                 | 6-1, 6-4          | Parcours |
| 3  | 21-10-2002 | Generali Ladies Linz                      | Tier II   | 585 000 $   | Moquette (int.) | Jelena Dokić          | Rika Fujiwara Ai Sugiyama                | 6-3, 6-2          | Parcours |
| 4  | 29-09-2003 | Ladies Kremlin Cup Moscou                 | Tier I    | 1 300 000 $ | Moquette (int.) | Meghann Shaughnessy   | Anastasia Myskina Vera Zvonareva         | 6-3, 6-4          | Parcours |
| 5  | 24-03-2004 | NASDAQ-100 Open Miami                     | Tier I    | 3 060 000 $ | Dur (ext.)      | Meghann Shaughnessy   | Svetlana Kuznetsova Elena Likhovtseva    | 6-2, 6-3          | Parcours |
| 6  | 05-04-2004 | Bausch & Lomb Championships Amelia Island | Tier II   | 585 000 $   | Terre (ext.)    | Meghann Shaughnessy   | Myriam Casanova Alicia Molik             | 3-6, 6-2, 7-5     | Parcours |
| 7  | 03-05-2004 | Ladies German Open Berlin                 | Tier I    | 1 300 000 $ | Terre (ext.)    | Meghann Shaughnessy   | Janette Husárová Conchita Martínez       | 6-2, 2-6, 6-1     | Parcours |
| 8  | 10-05-2004 | Italia Masters Rome                       | Tier I    | 1 300 000 $ | Terre (ext.)    | Meghann Shaughnessy   | Virginia Ruano Pascual Paola Suárez      | 2-6, 6-3, 6-3     | Parcours |
| 9  | 19-07-2004 | JPMorgan Chase Open Los Angeles           | Tier II   | 585 000 $   | Dur (ext.)      | Meghann Shaughnessy   | Conchita Martínez Virginia Ruano Pascual | 6-72, 6-4, 6-3    | Parcours |
| 10 | 23-08-2004 | Pilot Pen Tennis New Haven                | Tier II   | 585 000 $   | Dur (ext.)      | Meghann Shaughnessy   | Martina Navrátilová Lisa Raymond         | 6-1, 1-6, 7-64    | Parcours |
| 11 | 08-11-2004 | Tour Championships Los Angeles            | Masters   | 3 000 000 $ | Dur (int.)      | Meghann Shaughnessy   | Cara Black Rennae Stubbs                 | 7-5, 6-2          | Parcours |
| 12 | 15-08-2006 | Coupe Rogers Montréal                     | Tier I    | 1 340 000 $ | Dur (ext.)      | Martina Navrátilová   | Cara Black Anna-Lena Grönefeld           | 6-1, 6-2          | Parcours |
| 13 | 11-08-2008 | Western & Southern Open Cincinnati        | Tier III  | 175 000 $   | Dur (ext.)      | Maria Kirilenko       | Hsieh Su-Wei Yaroslava Shvedova          | 6-3, 4-6, [10-8]  | Parcours |
| 14 | 15-09-2008 | Pan Pacific Open Tokyo                    | Tier I    | 1 340 000 $ | Dur (ext.)      | Vania King            | Lisa Raymond Samantha Stosur             | 6-1, 6-4          | Parcours |
| 15 | 06-10-2008 | Kremlin Cup Moscou                        | Tier I    | 1 340 000 $ | Dur (int.)      | Katarina Srebotnik    | Cara Black Liezel Huber                  | 6-4, 6-4          | Parcours |
| 16 | 13-04-2009 | Family Circle Cup Charleston              | Premier   | 1 000 000 $ | Terre (ext.)    | Bethanie Mattek-Sands | Līga Dekmeijere Patty Schnyder           | 6-75, 6-2, [11-9] | Parcours |
| 17 | 27-04-2009 | Porsche Tennis Grand Prix Stuttgart       | Premier   | 700 000 $   | Terre (int.)    | Bethanie Mattek-Sands | Gisela Dulko Flavia Pennetta             | 5-7, 6-3, [10-7]  | Parcours |
| 18 | 19-10-2009 | Kremlin Cup Moscou                        | Premier   | 1 000 000 $ | Dur (int.)      | Maria Kirilenko       | Maria Kondratieva Klára Zakopalová       | 6-2, 6-2          | Parcours |
| 19 | 12-04-2010 | Family Circle Cup Charleston              | Premier   | 700 000 $   | Terre (ext.)    | Liezel Huber          | Vania King Michaëlla Krajicek            | 6-3, 6-4          | Parcours |
| 20 | 20-03-2012 | Sony Ericsson Open Miami                  | PREMIER*  | 4 828 050 $ | Dur (ext.)      | Maria Kirilenko       | Sara Errani Roberta Vinci                | 7-60, 4-6, [10-4] | Parcours |
| 21 | 23-10-2012 | WTA Championships Istanbul                | Masters   | 4 900 000 $ | Dur (int.)      | Maria Kirilenko       | Andrea Hlaváčková Lucie Hradecká         | 6-1, 6-4          | Parcours |
| 22 | 07-01-2013 | Apia International Sydney                 | Premier   | 690 000 $   | Dur (ext.)      | Katarina Srebotnik    | Sara Errani Roberta Vinci                | 6-3, 6-4          | Parcours |
| 23 | 18-03-2013 | Sony Open Tennis Miami                    | PREMIER*  | 5 185 625 $ | Dur (ext.)      | Katarina Srebotnik    | Lisa Raymond Laura Robson                | 6-1, 7-62         | Parcours |
| 24 | 17-06-2013 | Aegon International Eastbourne            | Premier   | 690 000 $   | Gazon (ext.)    | Katarina Srebotnik    | Monica Niculescu Klára Zakopalová        | 6-3, 6-3          | Parcours |

### Finales en double dames
| No | Date       | Nom et lieu du tournoi          | Catégorie | Dotation     | Surface         | Vainqueures                              | Partenaire          | Score              |          |
| -- | ---------- | ------------------------------- | --------- | ------------ | --------------- | ---------------------------------------- | ------------------- | ------------------ | -------- |
| 1  | 30-04-2001 | Croatian Ladies Open Bol        | Tier III  | 170 000 $    | Terre (ext.)    | María José Martínez Anabel Medina        | Tina Pisnik         | 7-5, 6-4           | Parcours |
| 2  | 20-08-2001 | Pilot Pen Tennis New Haven      | Tier II   | 565 000 $    | Dur (ext.)      | Cara Black Elena Likhovtseva             | Jelena Dokić        | 6-0, 3-6, 6-2      | Parcours |
| 3  | 30-09-2002 | Kremlin Cup Moscou              | Tier I    | 1 224 000 $  | Moquette (int.) | Elena Dementieva Janette Husárová        | Jelena Dokić        | 2-6, 6-3, 7-67     | Parcours |
| 4  | 14-10-2002 | Swisscom Challenge Zurich       | Tier I    | 1 224 000 $  | Dur (int.)      | Elena Bovina Justine Henin               | Jelena Dokić        | 6-2, 7-62          | Parcours |
| 5  | 12-05-2003 | Italia Masters Rome             | Tier I    | 1 300 000 $  | Terre (ext.)    | Svetlana Kuznetsova Martina Navrátilová  | Jelena Dokić        | 6-4, 5-7, 6-2      | Parcours |
| 6  | 16-06-2003 | Ordina Open Bois-le-Duc         | Tier III  | 170 000 $    | Gazon (ext.)    | Elena Dementieva Lina Krasnoroutskaïa    | Mary Pierce         | 2-6, 6-3, 6-4      | Parcours |
| 7  | 22-09-2003 | Sparkassen Cup Leipzig          | Tier II   | 585 000 $    | Moquette (int.) | Svetlana Kuznetsova Martina Navrátilová  | Elena Likhovtseva   | 3-6, 6-1, 6-3      | Parcours |
| 8  | 07-03-2005 | Pacific Life Open Indian Wells  | Tier I    | 2 100 000 $  | Dur (ext.)      | Virginia Ruano Pascual Paola Suárez      | Meghann Shaughnessy | 7-63, 6-1          | Parcours |
| 9  | 20-02-2006 | Duty Free Women’s Open Dubaï    | Tier II   | 1 000 000 $  | Dur (ext.)      | Květa Peschke Francesca Schiavone        | Svetlana Kuznetsova | 3-6, 7-61, 6-3     | Parcours |
| 10 | 08-09-2008 | C. Bank Tennis Classic Bali     | Tier III  | 225 000 $    | Dur (ext.)      | Hsieh Su-Wei Peng Shuai                  | Marta Domachowska   | 6-74, 7-63, [10-7] | Parcours |
| 11 | 10-01-2010 | Medibank International Sydney   | Premier   | 600 000 $    | Dur (ext.)      | Cara Black Liezel Huber                  | Tathiana Garbin     | 6-1, 3-6, [10-3]   | Parcours |
| 12 | 10-03-2010 | BNP Paribas Open Indian Wells   | PREMIER*  | 4 500 000 $  | Dur (ext.)      | Květa Peschke Katarina Srebotnik         | Samantha Stosur     | 6-4, 2-6, [10-5]   | Parcours |
| 13 | 23-03-2010 | Sony Ericsson Open Miami        | PREMIER*  | 4 500 000 $  | Dur (ext.)      | Gisela Dulko Flavia Pennetta             | Samantha Stosur     | 6-3, 4-6, [10-7]   | Parcours |
| 14 | 30-08-2010 | US Open New York                | G. Chelem | 10 258 000 $ | Dur (ext.)      | Vania King Yaroslava Shvedova            | Liezel Huber        | 2-6, 6-4, 7-64     | Parcours |
| 15 | 21-02-2011 | Qatar Ladies Open Doha          | Premier   | 721 000 $    | Dur (ext.)      | Květa Peschke Katarina Srebotnik         | Liezel Huber        | 7-5, 6-72, [10-8]  | Parcours |
| 16 | 21-03-2011 | Sony Ericsson Open Miami        | PREMIER*  | 4 500 000 $  | Dur (ext.)      | Daniela Hantuchová Agnieszka Radwańska   | Liezel Huber        | 7-65, 2-6, [10-8]  | Parcours |
| 17 | 27-05-2012 | Roland-Garros Paris             | G. Chelem | 11 315 740 $ | Terre (ext.)    | Sara Errani Roberta Vinci                | Maria Kirilenko     | 4-6, 6-4, 6-2      | Parcours |
| 18 | 18-06-2012 | Unicef Open Bois-le-Duc         | Intern'l  | 220 000 $    | Gazon (ext.)    | Sara Errani Roberta Vinci                | Maria Kirilenko     | 6-4, 3-6, [11-9]   | Parcours |
| 19 | 16-07-2012 | Mercury Insurance Open Carlsbad | Premier   | 740 000 $    | Dur (ext.)      | Raquel Kops-Jones Abigail Spears         | Vania King          | 6-2, 6-4           | Parcours |
| 20 | 06-08-2012 | Coupe Rogers Montréal           | Premier 5 | 2 168 400 $  | Dur (ext.)      | Klaudia Jans-Ignacik Kristina Mladenovic | Katarina Srebotnik  | 7-5, 2-6, [10-7]   | Parcours |
| 21 | 15-10-2012 | Kremlin Cup Moscou              | Premier   | 740 000 $    | Dur (int.)      | Ekaterina Makarova Elena Vesnina         | Maria Kirilenko     | 6-3, 1-6, [10-8]   | Parcours |
| 22 | 11-02-2013 | Qatar Open Doha                 | Premier 5 | 2 369 000 $  | Dur (ext.)      | Sara Errani Roberta Vinci                | Katarina Srebotnik  | 2-6, 6-3, [10-6]   | Parcours |
| 23 | 18-02-2013 | Tennis Championships Dubaï      | Premier   | 2 000 000 $  | Dur (ext.)      | Bethanie Mattek-Sands Sania Mirza        | Katarina Srebotnik  | 6-4, 2-6, [10-7]   | Parcours |
| 24 | 04-03-2013 | BNP Paribas Open Indian Wells   | PREMIER*  | 6 020 268 $  | Dur (ext.)      | Ekaterina Makarova Elena Vesnina         | Katarina Srebotnik  | 6-0, 5-7, [10-6]   | Parcours |

### Titre en double mixte
| No | Date       | Nom et lieu du tournoi       | Catégorie | Dotation      | Surface    | Partenaire        | Finalistes                  | Score        |          |
| -- | ---------- | ---------------------------- | --------- | ------------- | ---------- | ----------------- | --------------------------- | ------------ | -------- |
| 1  | 30-12-2006 | Hyundai Hopman Cup XIX Perth | ITF       | 1 000 000 AU$ | Dur (int.) | Dmitri Toursounov | Anabel Medina Tommy Robredo | 2 matchs à 0 | Parcours |

## Parcours en Grand Chelem

### En simple dames
| Année | Open d'Australie | Open d'Australie    | Internationaux de France                           | Internationaux de France | Wimbledon       | Wimbledon                                       | US Open                                            | US Open             |
| ----- | ---------------- | ------------------- | -------------------------------------------------- | ------------------------ | --------------- | ----------------------------------------------- | -------------------------------------------------- | ------------------- |
| 1998  | -                | -                   | -                                                  | -                        | -               | -                                               | Q3 \|\| style="text-align:left" \| Fabiola Zuluaga |                     |
| 1999  | 1er tour (1/64)  | Dominique Monami    | Q1 \|\| style="text-align:left" \| Fabiola Zuluaga | 2e tour (1/32)           | Sánchez Lorenzo | Q2 \|\| style="text-align:left" \| Evelyn Fauth |                                                    |                     |
| 2000  | 3e tour (1/16)   | Patty Schnyder      | 1er tour (1/64)                                    | Anke Huber               | 2e tour (1/32)  | Olga Barabanschikova                            | 2e tour (1/32)                                     | Serena Williams     |
| 2001  | 2e tour (1/32)   | Serena Williams     | 4e tour (1/8)                                      | Serena Williams          | 4e tour (1/8)   | Venus Williams                                  | 2e tour (1/32)                                     | Elena Likhovtseva   |
| 2002  | -                | -                   | -                                                  | -                        | -               | -                                               | 1er tour (1/64)                                    | Patty Schnyder      |
| 2003  | 3e tour (1/16)   | Patty Schnyder      | 1/2 finale                                         | Kim Clijsters            | 3e tour (1/16)  | Venus Williams                                  | 4e tour (1/8)                                      | Lindsay Davenport   |
| 2004  | 1er tour (1/64)  | Anikó Kapros        | 3e tour (1/16)                                     | Marlene Weingärtner      | 4e tour (1/8)   | Jennifer Capriati                               | 1/4 de finale                                      | Svetlana Kuznetsova |
| 2005  | 4e tour (1/8)    | Serena Williams     | 1/2 finale                                         | Justine Henin            | 1/4 de finale   | Maria Sharapova                                 | 1/4 de finale                                      | Maria Sharapova     |
| 2006  | 1/4 de finale    | Maria Sharapova     | 1er tour (1/64)                                    | Akiko Morigami           | -               | -                                               | 3e tour (1/16)                                     | Tatiana Golovin     |
| 2007  | 3e tour (1/16)   | Serena Williams     | 1er tour (1/64)                                    | Květa Peschke            | 4e tour (1/8)   | Ana Ivanović                                    | 3e tour (1/16)                                     | Ágnes Szávay        |
| 2008  | 4e tour (1/8)    | Agnieszka Radwańska | 3e tour (1/16)                                     | Svetlana Kuznetsova      | 1/4 de finale   | Elena Dementieva                                | 3e tour (1/16)                                     | Flavia Pennetta     |
| 2009  | 4e tour (1/8)    | Vera Zvonareva      | 2e tour (1/32)                                     | Maria Sharapova          | 4e tour (1/8)   | Victoria Azarenka                               | 4e tour (1/8)                                      | Melanie Oudin       |
| 2010  | 1/4 de finale    | Justine Henin       | 1/4 de finale                                      | Elena Dementieva         | 3e tour (1/16)  | Justine Henin                                   | 1er tour (1/64)                                    | Andrea Petkovic     |
| 2011  | 3e tour (1/16)   | Ekaterina Makarova  | 1er tour (1/64)                                    | Anastasia Rodionova      | 4e tour (1/8)   | Victoria Azarenka                               | 3e tour (1/16)                                     | Samantha Stosur     |
| 2012  | 2e tour (1/32)   | Sara Errani         | 3e tour (1/16)                                     | Samantha Stosur          | 3e tour (1/16)  | Camila Giorgi                                   | 4e tour (1/8)                                      | Maria Sharapova     |
| 2013  | 1er tour (1/64)  | Kimiko Date         | 1er tour (1/64)                                    | Mónica Puig              | 1er tour (1/64) | Karolína Plíšková                               | 1er tour (1/64)                                    | Julia Glushko       |

À droite du résultat, l’ultime adversaire.

### En double dames
| Année | Open d'Australie              | Open d'Australie           | Internationaux de France     | Internationaux de France    | Wimbledon                   | Wimbledon                     | US Open                     | US Open                      |
| ----- | ----------------------------- | -------------------------- | ---------------------------- | --------------------------- | --------------------------- | ----------------------------- | --------------------------- | ---------------------------- |
| 1999  | -                             | -                          | -                            | -                           | 2e tour (1/16) Julia Abe    | L. Courtois Alicia Molik      | -                           | -                            |
| 2000  | -                             | -                          | 2e tour (1/16) Alina Jidkova | A. Cocheteux N. Dechy       | -                           | -                             | 2e tour (1/16) P. Schnyder  | Chanda Rubin S. Testud       |
| 2001  | 1er tour (1/32) V. Razzano    | K. Marosi L. Woodroffe     | 2e tour (1/16) N. Dechy      | Jelena Dokić C. Martínez    | 3e tour (1/8) Tina Pisnik   | Kimberly Po N. Tauziat        | 2e tour (1/16) Jelena Dokić | Tina Križan K. Srebotnik     |
| 2002  | -                             | -                          | -                            | -                           | -                           | -                             | 1/2 finale Nicole Pratt     | V. Ruano Paola Suárez        |
| 2003  | 1/4 de finale C. Martínez     | V. Ruano Paola Suárez      | 3e tour (1/8) Jelena Dokić   | J. Husárová B. Schett       | 2e tour (1/16) Jelena Dokić | María Vento A. Widjaja        | 3e tour (1/8) Mary Pierce   | Elena Bovina Rennae Stubbs   |
| 2004  | 3e tour (1/8) Shaughnessy     | E. Gagliardi Roberta Vinci | 1/4 de finale Shaughnessy    | Navrátilová Lisa Raymond    | 1/4 de finale Shaughnessy   | Cara Black Rennae Stubbs      | 2e tour (1/16) Shaughnessy  | Janet Lee Peng Shuai         |
| 2005  | -                             | -                          | 1/2 finale Shaughnessy       | V. Ruano Paola Suárez       | 1/4 de finale Shaughnessy   | B. Stewart Sam Stosur         | 3e tour (1/8) Shaughnessy   | E. Dementieva F. Pennetta    |
| 2006  | -                             | -                          | -                            | -                           | -                           | -                             | 1/4 de finale Navrátilová   | Lisa Raymond Sam Stosur      |
| 2007  | -                             | -                          | -                            | -                           | 1/4 de finale S. Kuznetsova | Cara Black Liezel Huber       | -                           | -                            |
| 2008  | 2e tour (1/16) Elena Vesnina  | Sania Mirza Alicia Molik   | 1er tour (1/32) P. Schnyder  | C. Dellacqua F. Schiavone   | -                           | -                             | 2e tour (1/16) F. Schiavone | A.-L. Grönefeld P. Schnyder  |
| 2009  | 1er tour (1/32) S. Kuznetsova | S. Williams V. Williams    | 1/4 de finale B. Mattek      | Cara Black Liezel Huber     | 3e tour (1/8) B. Mattek     | A. Kleybanova E. Makarova     | 1/4 de finale B. Mattek     | Sam Stosur Rennae Stubbs     |
| 2010  | 1er tour (1/32) Sam Stosur    | V. Dushevina An. Rodionova | 3e tour (1/8) Sam Stosur     | A. Bondarenko K. Bondarenko | 3e tour (1/8) Sam Stosur    | Vania King Y. Shvedova        | Finale Liezel Huber         | Vania King Y. Shvedova       |
| 2011  | 1/2 finale Liezel Huber       | Gisela Dulko F. Pennetta   | 1/4 de finale An. Rodionova  | Vania King Y. Shvedova      | 1/4 de finale An. Rodionova | S. Lisicki Sam Stosur         | 1/2 finale M. Kirilenko     | Vania King Y. Shvedova       |
| 2012  | 3e tour (1/8) M. Kirilenko    | I.-C. Begu M. Niculescu    | Finale M. Kirilenko          | Sara Errani Roberta Vinci   | 2e tour (1/16) M. Kirilenko | S. Williams V. Williams       | 1/4 de finale M. Kirilenko  | N. Llagostera M. J. Martínez |
| 2013  | 3e tour (1/8) K. Srebotnik    | S. Williams V. Williams    | 1/2 finale K. Srebotnik      | Sara Errani Roberta Vinci   | 1/4 de finale K. Srebotnik  | A.-L. Grönefeld Květa Peschke | 1/4 de finale K. Srebotnik  | A. Hlaváčková L. Hradecká    |

Sous le résultat, la partenaire ; à droite, l’ultime équipe adverse.

### En double mixte
| Année | Open d'Australie             | Open d'Australie           | Internationaux de France      | Internationaux de France    | Wimbledon                    | Wimbledon                   | US Open                      | US Open                    |
| ----- | ---------------------------- | -------------------------- | ----------------------------- | --------------------------- | ---------------------------- | --------------------------- | ---------------------------- | -------------------------- |
| 2003  | -                            | -                          | 1/4 de finale Paul Haarhuis   | Lisa Raymond Mike Bryan     | -                            | -                           | -                            | -                          |
| 2008  | -                            | -                          | 1er tour (1/16) Leander Paes  | Zheng Jie M. Bhupathi       | 2e tour (1/16) D. Toursounov | Liezel Huber Jamie Murray   | 1/2 finale J. Björkman       | Cara Black Leander Paes    |
| 2009  | 1er tour (1/16) Max Mirnyi   | Yan Zi Mark Knowles        | 1/2 finale Max Mirnyi         | Vania King Marcelo Melo     | 3e tour (1/8) Max Mirnyi     | V. Ruano Stephen Huss       | 1er tour (1/16) Max Mirnyi   | C. Gullickson T. Parrott   |
| 2011  | -                            | -                          | 1/2 finale Jamie Murray       | K. Srebotnik N. Zimonjić    | 3e tour (1/8) Mark Knowles   | Chan Yung-jan Daniel Nestor | 1er tour (1/16) Jamie Murray | Elena Vesnina Leander Paes |
| 2012  | 1er tour (1/16) Marcelo Melo | Hsieh Su-wei M. Matkowski  | 1er tour (1/16) Daniel Nestor | Klaudia Jans S. González    | -                            | -                           | -                            | -                          |
| 2013  | 1/4 de finale M. Bhupathi    | J. Gajdošová Matthew Ebden | 1/4 de finale J. S. Cabal     | Cara Black A.-U.-H. Qureshi | -                            | -                           | -                            | -                          |

Sous le résultat, le partenaire ; à droite, l’ultime équipe adverse.

## Parcours en «Premier Mandatory» et «Premier 5»
Découlant d'une réforme du circuit WTA inaugurée en 2009, les tournois WTA « Premier Mandatory » et « Premier 5 » constituent les catégories d'épreuves les plus prestigieuses, après les quatre levées du Grand Chelem.

### En simple dames
| Année |              | Premier Mandatory          | Premier Mandatory            | Premier Mandatory            | Premier Mandatory          |       | Premier 5 | Premier 5                 | Premier 5                    | Premier 5                    | Premier 5                     | Premier 5 | Premier 5                    |
| Année | Indian Wells | Miami                      | Madrid                       | Pékin                        |                            | Dubaï | Rome      | Canada                    | Cincinnati                   |                              | Tokyo                         |           |                              |
| Année | Indian Wells | Miami                      | Madrid                       | Pékin                        |                            | Doha  | Rome      | Canada                    | Cincinnati                   |                              | Wuhan                         |           |                              |
| Année | Indian Wells | Miami                      | Madrid                       | Pékin                        |                            |       | Rome      | Canada                    | Cincinnati                   |                              |                               |           |                              |
| 2009  |              |                            | 3e tour (1/16) E. Makarova   | 3e tour (1/8) P. Schnyder    | 1/2 finale S. Kuznetsova   |       |           |                           | 3e tour (1/8) M. J. Martínez | 1er tour (1/32) M. Sharapova | 1er tour (1/32) A. Bondarenko |           | 2e tour (1/16) M. Rybáriková |
| 2010  |              | 4e tour (1/8) C. Wozniacki | 3e tour (1/16) D. Hantuchová | 1/4 de finale L. Šafářová    | 3e tour (1/8) A. Sevastova |       |           | 1er tour (1/32) S. Vögele | 1/4 de finale A. Ivanović    | 2e tour (1/16) D. Safina     | 1er tour (1/32) C. McHale     |           | 1er tour (1/32) R. Vinci     |
| 2011  |              | 4e tour (1/8) Peng S.      | 2e tour (1/32) S. Lisicki    | 1er tour (1/32) V. King      | 1er tour (1/32) Zakopalová |       |           |                           | 1er tour (1/32) A. Ivanović  | 2e tour (1/16) V. Zvonareva  | 1/4 de finale A. Petkovic     |           |                              |
| 2012  |              | 4e tour (1/8) M. Kirilenko | 2e tour (1/32) S. Halep      | 2e tour (1/16) A. Ivanović   | 2e tour (1/16) Li N.       |       |           |                           | 2e tour (1/16) S. Williams   | 1er tour (1/32) K. Bertens   | 1er tour (1/32) E. Makarova   |           | Victoire A. Radwańska        |
| 2013  |              | 4e tour (1/8) C. Wozniacki | 3e tour (1/16) J. Janković   | 2e tour (1/16) S. Kuznetsova |                            |       |           | 3e tour (1/8) P. Kvitová  | 1er tour (1/32) C. Suárez    |                              |                               |           |                              |
| 2014  |              | 1er tour (1/64) S. Soler   | 2e tour (1/32) S. Lisicki    |                              |                            |       |           | 1er tour (1/32) Peng S.   |                              |                              |                               |           |                              |

Sous le résultat, l’ultime adversaire.

### En double dames
N.B. : le nom de la partenaire se trouve sous le résultat ; le nom des ultimes adversaires se trouve à droite.

## Parcours aux Masters

### En simple dames
| # | Date       | Nom de l'édition                          | ($)       | Surface    | Résultat               | Ultime adversaire | Score         |          |
| - | ---------- | ----------------------------------------- | --------- | ---------- | ---------------------- | ----------------- | ------------- | -------- |
| 1 | 07/11/2005 | Tour Championships by Porsche Los Angeles | 3 000 000 | Dur (int.) | Round Robin (défaite)  | Lindsay Davenport | 6-2, 7-61     | Parcours |
| 1 | 07/11/2005 | Tour Championships by Porsche Los Angeles | 3 000 000 | Dur (int.) | Round Robin (défaite)  | Patty Schnyder    | 6-0, 5-7, 6-4 | Parcours |
| 1 | 07/11/2005 | Tour Championships by Porsche Los Angeles | 3 000 000 | Dur (int.) | Round Robin (victoire) | Maria Sharapova   | 6-1, 6-2      | Parcours |
| 2 | 06/11/2006 | Tour Championships Madrid                 | 3 000 000 | Dur (int.) | Round Robin (victoire) | Amélie Mauresmo   | 6-2, 6-2      | Parcours |
| 2 | 06/11/2006 | Tour Championships Madrid                 | 3 000 000 | Dur (int.) | Round Robin (défaite)  | Martina Hingis    | 6-4, 3-6, 6-3 | Parcours |
| 2 | 06/11/2006 | Tour Championships Madrid                 | 3 000 000 | Dur (int.) | Round Robin (défaite)  | Justine Henin     | 6-4, 6-4      | Parcours |
| 3 | 04/11/2008 | Tour Championships Doha                   | 4 450 000 | Dur (ext.) | Round Robin (défaite)  | Elena Dementieva  | 6-4, 4-6, 6-4 | Parcours |

### En double dames
| # | Date       | Nom de l'édition               | ($)       | Surface    | Résultat   | Partenaire          | Ultimes adversaires              | Score     |          |
| - | ---------- | ------------------------------ | --------- | ---------- | ---------- | ------------------- | -------------------------------- | --------- | -------- |
| 1 | 08/11/2004 | Tour Championships Los Angeles | 3 000 000 | Dur (int.) | Victoire   | Meghann Shaughnessy | Cara Black Rennae Stubbs         | 7-5, 6-2  | Parcours |
| 2 | 23/10/2012 | WTA Championships Istanbul     | 4 900 000 | Dur (int.) | Victoire   | Maria Kirilenko     | Andrea Hlaváčková Lucie Hradecká | 6-1, 6-4  | Parcours |
| 3 | 21/10/2013 | WTA Championships Istanbul     | 6 000 000 | Dur (int.) | 1/2 finale | Katarina Srebotnik  | Hsieh Su-Wei Peng Shuai          | 7-65, 6-2 | Parcours |

## Parcours aux Jeux olympiques

### En simple dames
| # | Date       | Nom de l'olympiade             | Surface      | Résultat       | Ultime adversaire | Score     |          |
| - | ---------- | ------------------------------ | ------------ | -------------- | ----------------- | --------- | -------- |
| 1 | 15/08/2004 | Olympic Tennis Event Athènes   | Dur (ext.)   | 2e tour (1/16) | Mary Pierce       | 6-2, 6-1  | Parcours |
| 2 | 28/07/2012 | Olympic Tennis Event Wimbledon | Gazon (ext.) | 3e tour (1/8)  | Victoria Azarenka | 7-66, 6-4 | Parcours |

### En double dames
| # | Date       | Nom de l'olympiade             | Surface      | Résultat | Partenaire      | Ultimes adversaires       | Score         |          |
| - | ---------- | ------------------------------ | ------------ | -------- | --------------- | ------------------------- | ------------- | -------- |
| 1 | 28/07/2012 | Olympic Tennis Event Wimbledon | Gazon (ext.) | Bronze   | Maria Kirilenko | Liezel Huber Lisa Raymond | 4-6, 6-4, 6-1 | Parcours |

## Parcours en Fed Cup
| #                                                                         | Date       | Lieu                | Surface         | Gagnante(s)                     | Perdante(s)                       | Score          |          |
|                                                                           |            |                     |                 |                                 |                                   |                |          |
| 2001 - 1/4 de finale (groupe mondial) - Slovaquie - Russie - 2 : 3        |            |                     |                 |                                 |                                   |                |          |
| 1                                                                         | 21/07/2001 | Bratislava          | Terre (ext.)    | Elena Likhovtseva Nadia Petrova | Karina Habšudová Henrieta Nagyová |                | Parcours |
|                                                                           |            |                     |                 |                                 |                                   |                |          |
| 2001 - Round robin (groupe mondial) - Russie - République tchèque - 2 : 1 |            |                     |                 |                                 |                                   |                |          |
| 2                                                                         | 07/11/2001 | Madrid              | Terre (int.)    | Elena Likhovtseva Nadia Petrova | Květa Hrdličková Alena Vašková    | 6-3, 6-2       | Parcours |
|                                                                           |            |                     |                 |                                 |                                   |                |          |
| 2001 - Round robin (groupe mondial) - Russie - Argentine - 3 : 0          |            |                     |                 |                                 |                                   |                |          |
| 3                                                                         | 08/11/2001 | Madrid              | Terre (int.)    | Nadia Petrova                   | Clarisa Fernández                 | 6-4, 6-3       | Parcours |
|                                                                           |            |                     |                 |                                 |                                   |                |          |
| 2001 - Round robin (groupe mondial) - Russie - France - 2 : 1             |            |                     |                 |                                 |                                   |                |          |
| 4                                                                         | 09/11/2001 | Madrid              | Terre (int.)    | Nadia Petrova                   | Sandrine Testud                   | 6-4, 6-4       | Parcours |
|                                                                           |            |                     |                 |                                 |                                   |                |          |
| 2001 - Finale (groupe mondial) - Belgique - Russie - 2 : 1                |            |                     |                 |                                 |                                   |                |          |
| 5                                                                         | 07/11/2001 | Madrid              | Terre (int.)    | Justine Henin                   | Nadia Petrova                     | 6-0, 6-3       | Parcours |
| 5                                                                         | 07/11/2001 | Madrid              | Terre (int.)    | Elena Likhovtseva Nadia Petrova | Els Callens Laurence Courtois     | 7-5, 7-62      | Parcours |
|                                                                           |            |                     |                 |                                 |                                   |                |          |
| 2003 - 1/2 finale (groupe mondial) - Russie - France - 2 : 3              |            |                     |                 |                                 |                                   |                |          |
| 6                                                                         | 19/11/2003 | Moscou              | Moquette (int.) | Anastasia Myskina Nadia Petrova | Stéphanie Cohen Émilie Loit       | 6-3, 1-6, 6-3  | Parcours |
|                                                                           |            |                     |                 |                                 |                                   |                |          |
| 2006 - 1/4 de finale (groupe mondial) - Belgique - Russie - 3 : 2         |            |                     |                 |                                 |                                   |                |          |
| 7                                                                         | 22/04/2006 | Liège               | Terre (int.)    | Justine Henin                   | Nadia Petrova                     | 6-72, 6-4, 6-3 | Parcours |
|                                                                           |            |                     |                 |                                 |                                   |                |          |
| 2007 - 1/4 de finale (groupe mondial) - Russie - Espagne - 5 : 0          |            |                     |                 |                                 |                                   |                |          |
| 8                                                                         | 21/04/2007 | Moscou              | Terre (int.)    | Nadia Petrova                   | Anabel Medina                     | 6-3, 6-4       | Parcours |
| 8                                                                         | 21/04/2007 | Moscou              | Terre (int.)    | Nadia Petrova Elena Vesnina     | Lourdes Domínguez Laura Pous Tió  | 6-1, 4-6, 6-2  | Parcours |
|                                                                           |            |                     |                 |                                 |                                   |                |          |
| 2007 - 1/2 finale (groupe mondial) - États-Unis - Russie - 2 : 3          |            |                     |                 |                                 |                                   |                |          |
| 9                                                                         | 14/07/2007 | Stowe               | Dur (ext.)      | Venus Williams                  | Nadia Petrova                     | 7-66, 0-6, 6-4 | Parcours |
| 9                                                                         | 14/07/2007 | Stowe               | Dur (ext.)      | Nadia Petrova                   | Meilen Tu                         | 6-1, 6-2       | Parcours |
| 9                                                                         | 14/07/2007 | Stowe               | Dur (ext.)      | Nadia Petrova Elena Vesnina     | Venus Williams Lisa Raymond       | 7-5, 7-61      | Parcours |
|                                                                           |            |                     |                 |                                 |                                   |                |          |
| 2007 - Finale (groupe mondial) - Russie - Italie - 4 : 0                  |            |                     |                 |                                 |                                   |                |          |
| 10                                                                        | 15/09/2007 | Moscou              | Dur (int.)      | Mara Santangelo Roberta Vinci   | Nadia Petrova Elena Vesnina       | Non disputé    | Parcours |
|                                                                           |            |                     |                 |                                 |                                   |                |          |
| 2009 - 1/2 finale (groupe mondial) - Italie - Russie - 4 : 1              |            |                     |                 |                                 |                                   |                |          |
| 11                                                                        | 25/04/2009 | Castellaneta Marina | Terre (ext.)    | Sara Errani Roberta Vinci       | A. Pavlyuchenkova Nadia Petrova   | 1-6, 6-3, 6-4  | Parcours |
|                                                                           |            |                     |                 |                                 |                                   |                |          |
| 2012 - 1er tour (groupe mondial) - Russie - Espagne - 3 : 2               |            |                     |                 |                                 |                                   |                |          |
| 12                                                                        | 04/02/2012 | Moscou              | Dur (int.)      | Carla Suárez Navarro            | Nadia Petrova                     | 6-0, 6-3       | Parcours |
| 12                                                                        | 04/02/2012 | Moscou              | Dur (int.)      | Nuria Llagostera Arantxa Parra  | Svetlana Kuznetsova Nadia Petrova | 6-3, 0-0, ab.  | Parcours |

## Classements WTA en fin de saison

### En simple
| Année | 1997 | 1998 | 1999 | 2000 | 2001 | 2002 | 2003 | 2004 | 2005 | 2006 | 2007 | 2008 | 2009 | 2010 | 2011 | 2012 | 2013 | 2014 |
| Rang  | 589  | 142  | 95   | 62   | 39   | 111  | 12   | 12   | 9    | 6    | 14   | 11   | 20   | 15   | 29   | 12   | 102  | 374  |

source : (en) « Classements de Nadia Petrova », sur le site officiel du WTA Tour

### En double
| Année | 1997 | 1998 | 1999 | 2000 | 2001 | 2002 | 2003 | 2004 | 2005 | 2006 | 2007 | 2008 | 2009 | 2010 | 2011 | 2012 | 2013 | 2014 |
| Rang  | 848  | 151  | 151  | 140  | 41   | 21   | 13   | 7    | 33   | 23   | 57   | 20   | 16   | 8    | 13   | 5    | 8    | 174  |

source : (en) « Classements de Nadia Petrova », sur le site officiel du WTA Tour